# Dynastia hanowerska
Dynastia hanowerska (ang. House of Hanover, niem. Haus Hannover) – ród królewski pochodzenia niemieckiego, który rządził elektoratem a później królestwem Hanoweru, Wielką Brytanią i Irlandią w różnych okresach od XVII do XX wieku. 
Ród powstał w 1635 roku jako boczna linia rodu Brunszwiku-Lüneburga (gałęzi Welfów) i rósł w prestiżu aż do momentu, gdy Hanower stał się elektoratem w 1692 roku. Jerzy I został pierwszym hanowerskim monarchą Wielkiej Brytanii i Irlandii w 1714 roku. Po śmierci królowej Wiktorii w 1901 roku tron Zjednoczonego Królestwa przeszedł na jej najstarszego syna Edwarda VII, członka rodu Sachsen-Coburg i Gotha. Ostatni panujący członkowie rodu utracili Księstwo Brunszwiku w 1918 roku, kiedy Niemcy stały się republiką.
Jerzy, książę Brunszwiku-Lüneburga był pierwszym przedstawicielem rodu. Gdy w 1635 r. księstwo Brunszwiku-Lüneburga zostało podzielone, Jerzy odziedziczył księstwo Calenberg i przeniósł swoją rezydencję do Hanoweru. Jego syn, Chrystian Ludwik, odziedziczył po bracie Jerzego księstwo Lüneburga. Calenberg i Lüneburg były następnie dzielone między synów Jerzego, do czasu zjednoczenia w 1705 roku pod rządami jego wnuka, również noszącego imię Jerzy, który następnie został Jerzym I, królem Wielkiej Brytanii.
Starsza linia rodu Brunszwiku-Lüneburga, która władała Brunszwikiem-Wolfenbüttel, wymarła w 1884 roku. Ród hanowerski jest obecnie jedyną zachowaną gałęzią Welfów, który jest starszą gałęzią rodu d’Este. Obecną głową rodu hanowerskiego jest Ernst August von Hannover.